# Benedykt Pęczkowski
Benedykt Pęczkowski, także Benedykt Grzymała-Pęczkowski (ur. 31 marca 1897 w Serocku, zm. 15 sierpnia 1920 pod Wólką Radzymińską) – podporucznik Wojska Polskiego, kawaler Orderu Virtuti Militari.

## Życiorys
Urodził się 31 marca 1897 w Serocku, w rodzinie Eugeniusza. Był młodszym bratem Mieczysława (1895–1962), podpułkownika dyplomowanego piechoty Wojska Polskiego.
Przed wybuchem I wojny światowej uczeń Gimnazjum Polskiego w Łodzi, członek skautingu. Pomimo młodego wieku aresztowano go, ale uniknął więzienia. Zakazano mu za karę uczęszczania do szkół na terenie miasta. Od 1914 do 1915 był kurierem oddziału zwiadowczego, a w latach 1915–1917 pełnił służbę w szeregach 6 pułku piechoty Legionów. Po kryzysie przysięgowym wysłany do obozu w Szczypiornie.
We wrześniu 1918 wstąpił w szeregi Wojska Polskiego. 25 lipca 1919 jako podoficer byłych Legionów Polskich został mianowany z dniem 1 lipca tego roku podporucznikiem w piechocie. Podczas walk na froncie polsko-rosyjskim walczył w szeregach 28 pułku piechoty. Jeden z bohaterów obrony Warszawy. Rankiem 15 sierpnia 1920 11/28 pułku piechoty, który wykonywał marsz w kierunku Wólki Radzymińskiej został zaatakowany przez sowiecki 241 pułk strzelców. Kiedy sytuacja stała się krytyczna porucznik Benedykt Pęczkowski ruszył na czele 6 kompanii do walki na bagnety. Podczas ataku został ranny, ale dodając ducha atakującym żołnierzom zaczął śpiewać Mazurka Dąbrowskiego. Podczas ataku zginął, kiedy trafiła go następna kula. Za swoją postawę na polu bitwy został pośmiertnie mianowany kapitanem.
Został pochowany na Starym Cmentarzu w Łodzi.

## Ordery i odznaczenia
- Krzyż Srebrny Orderu Wojskowego Virtuti Militari – pośmiertnie 23 lutego 1921[8]
- Krzyż Niepodległości – pośmiertnie 6 czerwca 1931 „za pracę w dziele odzyskania niepodległości”[9]